# Maror ciclònica

Impacte d'una maror ciclònica.

La maror ciclònica o marea ciclònica, és una inundació costanera associada amb sistemes atmosfèrics de baixes pressions (normalment, amb un cicló tropical). La maror ciclònica es produeix principalment pels vents en alçada, empenyent la superfície oceànica. El vent fa que l'aigua s'elevi per sobre del nivell del mar normal. La baixa pressió en el centre del sistema atmosfèric també té un petit efecte secundari, ja que pot alterar la batimetria de la massa d'aigua. Aquest efecte combinat de baixa pressió i vent persistent sobre una massa d'aigua engrandida és la causa més comuna dels problemes de la maror ciclònica. Les marors són bones per als estudis biològics, ja que molta diversitat d'organismes són deixats a la costa i serveixen per a l'estudi de la ciència.

## Mecànica de la maror ciclònica
Almenys cinc processos participen a l'alteració de la marea durant una tempesta: els efectes de pressió, l'efecte directe del vent, l'efecte de la rotació terrestre, l'efecte de les onades i l'efecte de la pluja (Harris, 1963). A l'oceà obert, la pressió en un cicló tropical provoca l'augment del nivell de l'aigua a les regions de baixa pressió i la seva disminució a les regions d'alta pressió. La tensió del vent provoca un fenomen que té com a efecte que els nivells del mar a la costa tendeixin a augmentar en disminuir aquest, i viceversa. Aquest efecte és inversament proporcional a la profunditat. A la costa oberta arribarà a les badies de la mateixa manera que succeiria si fos una maror astronòmica.
L'alçada de les onades i de la maror a costa depenen directament de la configuració i batimetria del fons oceànic. Una petita elevació, o un terreny escarpat al litoral que s'enfonsa abans d'arribar a la costa i en conseqüència dóna lloc a aigües de gran profunditat a prop de la línia costanera, tendirà a produir menys maror, però onades més altes i potents. Aquesta situació s'ha observat la longitud de la costa sud-est de Florida. L'extrem de la plataforma de Florida, on l'aigua profunda arriba als 91 metres, és a només 3 km de la costa del comtat de Palm Beach (Florida); a 7 km, la profunditat cau fins als 180 metres (Lane, 1980). El contorn de 180 metres continua al sud de Palm Beach County i es localitza a més de 30 km a l'est dels "Keys superiors".

## Maror ciclònica: desastre potencial
Les marors ciclòniques són particularment nocives quan ocorren en el moment de la marea alta, combinant els efectes de la maror i la marea. Això augmenta la dificultat de predir la magnitud d'una maror ciclònica, ja que requereix prediccions meteorològiques molt precises en poques hores.
Els esdeveniments més extrems de maror ciclònica ocorren com a resultat de sistemes atmosfèrics extrems, com ciclons tropicals, però també pot ser producte de tempestes menys potents.
La major maror ciclònica va ser produïda pel Cicló Mahina de 1899, que va provocar un augment de fins a 13 metres a la Badia de Bathurst, Austràlia. En els Estats Units, la maror ciclònica més gran mesura, va ser provocada per l'Huracà Katrina, el 2005, que va produir un augment de 9 metres a la població de Bay St Louis, Mississipi. La pitjor maror ciclònica, en cost de vides humanes, va ser el cicló Bhola de 1970 i en general la Badia de Bengala és especialment propensa a patir aquest fenomen.

## SLOSH

Exemple d'un model SLOSH corrent.

El Centre Nacional d'Huracans pronostica inicis de tempestes usant el model SLOSH, acrònim de Sea, Lake and Overland Surges from Hurricanes, que significa sorgiments o marors marines, lacustres i terrestres degudes a huracans. El model ajusta dins d'un 20 %. Les entrades de SLOSH inclou la pressió central d'un cicló tropical, la mida de la tempesta, el moviment cap endavant del cicló, la seva trajectòria, vents màxims sostinguts. La topografia local, orientació de badies i rius, profunditat del fons del mar, marees astronòmiques, com tot altre assumpte físic es prenen en compte, en una predefinida grilla referida a una base SLOSH. L'encavalcament de les funcions SLOSH es defineix per a les línies costaneres sud i est dels Estats Units continental. Algunes simulacions de tempestes usen més d'un SLOSH; per ex., el model SLOSH de Katrina corre usant ambdues bases del llac Pontchartrain a Nova Orleans, i el si del Mississipí, per a les terres al nord del golf de Mèxic. La sortida final de la correguda del model desplega el producte MEOW ( Maximum Envelope of Water ), és a dir, l'expansió màxima de l'aigua que passa a cada localitat. Per controlar les incerteses de trajectòria i de pronòstic, se solen córrer diversos models amb diferents paràmetres d'entrada per generar una carta anomenada MOM ( Maximum of Maximums o Maximum of MEOW, és a dir, màxim de màxims o màxim de MEOW). I per a estudis d'evacuació d'huracans, es modela una família de tempestes amb trajectòries representatives de la regió, variant els factors com ara la intensitat, el diàmetre d'ull i la velocitat per produir els nivells màxims d'aigua possibles en un cicló tropical. Els resultats d'aquests estudis solen generar-se a partir de milers de cicles d'execució de SLOSH. El Cos d'Enginyers de l'Exèrcit dels Estats Units (USACE) ha completat aquests estudis per a diversos Estats i estan disponibles al lloc web d'estudis d'evacuació d'huracans (Hurricane Evacuation Study, HES). Inclouen cartes costaneres del país, ombrejades per identificar les mínimes categories SSHS d'huracans que resultaran en inundacions, a cada àrea del país.

## Barreres contra la maror ciclònica
Un mètode profilàctic introduït després de la inundació del Mar del Nord de 1953 és la construcció de preses i barreres contra la maror ciclònica. S'obren i permeten el pas lliure de les aigües, però es tanquen quan la terra és sota l'amenaça d'una maror ciclònica. Les barreres més grans contra aquest tipus de fenòmens són l'Oosterscheldekering i la Maeslantkering als Països Baixos com a part del projecte Delta Works.
Els aiguamolls juguen un paper en la protecció costanera. L'efectivitat de les zones humides és variable al llarg de la costa i depèn de paràmetres de tempesta puntuals. Tot i així el rang de taxes d'atenuació de les marors ciclòniques a causa de l'existència d'aiguamolls, segons dades mesurades durant un estudi al golf de Mèxic durant el 2010, és d'una pujada de 1 m s. n. m. de la maror per 60 km d'amplada de l'aiguamoll, a 1 m s. n. m. per 4 km d'amplada de l'aiguamoll.